# 咲野俊介
咲野 俊介（さくや しゅんすけ、1965年5月20日 - ）は、日本の声優、俳優。大沢事務所所属。宮崎県出身、広島県広島市西区己斐育ち。

## 来歴
小学校3年生から高校3年生まで広島県広島市西区己斐に住んでいた。
広島市立己斐小学校卒業。
飽きっぽい性格であったが、唯一投げ出さなかったものが芝居であった。広島市立舟入高等学校在学中は「どうにかこれでラクして食っていけないかな、一発当てれば……」と考えていた。そこで桐朋学園芸術短期大学演劇専攻を経て青年座研究所に入所（13期卒）。劇団青年座は昔から社会のあり方に対して鏡になるようなものを取り上げており、広島原爆を取り扱った演劇もしており、演劇を通して主張する世界に惹かれたという。1989年4月1日に劇団青年座に入団。同期には「詐欺だ」「なんでお前が」と言われていたという。
入団、プロになった時は、バブル崩壊直後だったが、バブル期の予算で物事が動いており、頼まれる仕事はなかったが、「誰でもいいから」と割のいいアルバイトの仕事がたくさんあった。テレビドラマの現場も多数行っていたが、ちゃんとした役をもらえるような新規の仕事が入りづらく、舞台もしていたがお金にならなかった。入団してから5、6年経った頃、マネージャーから「ちょっと声の仕事をやってみないか」と声を掛けられた。当時は誰でも声でわかるようなベテラン達中心の世界だったことから「僕みたいな素人はどうか」と思っていたが、制作の人物達が「吹き替えのお芝居をもう少し自然にしたい」と言われた。咲野自身は良く言えば「自然」、悪く言えば「棒読み」であり、あの頃は新鮮だと面白がってくれる人物がいたため、声優としての活動を始める。
2006年2月1日、劇団青年座演技部から青年座映画放送に移籍。
2024年2月29日をもって青年座映画放送を退所し、3月1日から大沢事務所に移籍したことを発表自身のSNSで発表。
2024年10月、山寺宏一、梶裕貴ら他の有名声優26名と共同で、本人に無断で学習・生成される生成AI音声や映像に反対する有志の会として『NOMORE 無断生成AI』を結成し、啓発動画を公開した。声明文では「やった覚えのない朗読や歌、そして声そのものが、ネット上に公開され、時に販売」される現状への強い懸念が表明され、「平和的な認識のすり合わせのための議論を有識者も交えて行い、文化的なルール作り」を行うことを提言した。

## 人物
咲 俊介（さく しゅんすけ）の芸名で活動していた時期がある。
特技は陸上競技。趣味はプラモデル制作、スポーツ、演劇鑑賞。
声優としては、特に専門的訓練は何も受けないまま、ほぼ独学で現在に至っているという。
吹き替えにおいてはパトリック・ウィルソンやマーク・ウォールバーグ、ベン・アフレック、イーサン・ホーク、ニック・チョンなどを多く担当している。
息子がいる。

## 出演
太字はメインキャラクター。

### テレビアニメ
1996年
- バーチャファイター（監視人）

1997年
- 名探偵コナン（1997年 - 2022年、木念、本巣利範、竹原玄一、風間丈治）

2001年
- ゾイド新世紀スラッシュゼロ（ストラ・スティグマ）

2002年
- ヒートガイジェイ（ジィン・グレン）
- ルパン三世 EPISODE:0 ファーストコンタクト（シェイド）

2003年
- アストロボーイ・鉄腕アトム（バード）
- 無限戦記ポトリス（タイガーバレル）

2004年
- アガサ・クリスティーの名探偵ポワロとマープル（フルニエ警部）
- サムライチャンプルー（林、楽月、風車売り）
- ゾイドフューザーズ（キッド）
- NARUTO -ナルト-（2004年 - 2005年、左近 / 右近）
- ポポロクロイス（モンバの父）
- MAJOR シリーズ（2004年 - 2010年、茂野英毅） - 6シリーズ
- 妄想代理人
- ロックマンエグゼAXESS（ウインドマン）

2005年
- 銀牙伝説WEED（ブルー）
- トリニティ・ブラッド（マインツ伯・アルフレート）

2006年
- 太陽の黙示録（黒藤）
- ノエイン もうひとりの君へ（篠原真琴）
- BLEACH（宇田川稜）
- ルパン三世 セブンデイズ・ラプソディ（ファイヤー）

2007年
- きらりん☆レボリューション（古市監督）
- 結界師（茶南）
- 神霊狩/GHOST HOUND（井沢常治、富岡眞）
- DARKER THAN BLACK -黒の契約者-（カーク・リンゼイ）
- BLUE DRAGON（中隊長）

2008年
- 隠の王（清水想鳴）

2009年
- VIPER'S CREED（サリチェ）
- NARUTO -ナルト- 疾風伝（左近）

2011年
- ジュエルペット サンシャイン（ムナータ・ネッケツイッター）
- ブレイド（スタン）
- 47都道府犬（宮崎犬）

2013年
- アイカツ!（ディレクター）
- サムライフラメンコ（署長）
- ONE PIECE（2013年 - 、スコッチ、シャーロット・ダイフク、魔人）

2014年
- 残響のテロル（柴崎健次郎）
- 団地ともお（鮫島監督）
- ピンポン THE ANIMATION（ドラゴン / 風間竜一）

2015年
- 金田一少年の事件簿R（貴島洋平）
- 攻殻機動隊 ARISE ALTERNATIVE ARCHITECTURE（イシカワ）
- すべてがFになる THE PERFECT INSIDER（新藤清二）
- デュラララ!!×2（澱切陣内、池袋の声） - 2シリーズ
- 東京喰種トーキョーグール シリーズ（2015年 - 2018年、和修吉時） - 3シリーズ
- ノラガミ ARAGOTO（大国主）
- まじっく快斗1412（ダン光石）
- 遊☆戯☆王ARC-V（徳松長次郎）
- ルパン三世 PART IV（ニクス）

2016年
- 牙狼 -紅蓮ノ月-（安武始祖）
- 聖戦ケルベロス 竜刻のファタリテ（ナンブーコ）
- 91Days（コルヴォ）
- ハイキュー!! セカンドシーズン（中島正義）
- PERSONA5 the Animation -THE DAY BREAKERS-（橋口）
- ルパン三世 イタリアン・ゲーム（ニクス）

2017年
- バチカン奇跡調査官（赤ベール）
- UQ HOLDER! 〜魔法先生ネギま!2〜（宍戸甚兵衛）

2018年
- ヴァイオレット・エヴァーガーデン（イライアス・ヴァンダル）
- メジャーセカンド（茂野英毅）
- レイトン ミステリー探偵社 〜カトリーのナゾトキファイル〜（オリバー）
- DOUBLE DECKER! ダグ&キリル（ハリー）
- グラゼニ（九屈秋彦）

2019年 
- 荒ぶる季節の乙女どもよ。（三枝久、おじさん）
- 真・中華一番!（仮面料理人 / リエン）
- 魔入りました!入間くん（サブノックの父）
- GRANBLUE FANTASY The Animation Season 2（声 / 医者）

2020年
- pet（桂木）
- GREAT PRETENDER（尾崎誠司）
- 恋とプロデューサー〜EVOL×LOVE〜（サカキ）
- ソードアート・オンライン アリシゼーション War of Underworld（桐ヶ谷峰嵩）
- キングスレイド 意志を継ぐものたち（2020年 - 2021年、エル・モリハム）
- ふしぎ駄菓子屋 銭天堂（2020年 - 2022年、三河刑事 / 三河謙吾）

2021年
- 擾乱 THE PRINCESS OF SNOW AND BLOOD（蛇埜目）
- バクテン!!（文弥）
- 大正オトメ御伽話（志磨珠義）
- ルパン三世 PART6（バーテンダー）
- 進化の実〜知らないうちに勝ち組人生〜（2021年 - 2023年、ランゼ国王） - 2シリーズ

2022年
- ハコヅメ〜交番女子の逆襲〜（米田）
- キングダム（龍羽、李園）

2023年
- NieR:Automata Ver1.1a（2023年 - 2024年、道具屋） - 2シリーズ
- BIRDIE WING -Golf Girls' Story-（伊達明弘）
- 天国大魔境（ジューイチ）
- Fate/strange Fake（2023年 - 2025年、ランガル） - 2シリーズ
- 呪術廻戦 懐玉・玉折/渋谷事変（園田茂）
- 葬送のフリーレン（グラナト伯爵）

2024年
- 明治撃剣-1874-（大久保利通）
- 俺だけレベルアップな件（2024年 - 2025年、諸菱明成） - 2シリーズ
- 烏は主を選ばない（融）
- Re:Monster（里長）
- 最凶の支援職【話術士】である俺は世界最強クランを従える（ブランドン）

2025年
- 異修羅（おぞましきトロア）
- 異世界黙示録マイノグーラ〜破滅の文明で始める世界征服〜（枢機卿）

### 劇場アニメ
2002年
- アテルイ（紀古佐美）

2005年
- 甲虫王者ムシキング スーパーバトルムービー 〜闇の改造甲虫〜（改造コーカサスオオカブト）

2008年
- 劇場版MAJOR メジャー 友情の一球（茂野英毅）

2011年
- 鬼神伝（木神）

2012年
- チベット犬物語 〜金色のドージェ〜（サムドゥ）
- BUTA（トラフグ）

2014年
- 攻殻機動隊 ARISE border:3 Ghost Tears（イシカワ）

2015年
- 劇場版 PSYCHO-PASS サイコパス（宮崎）
- 攻殻機動隊 新劇場版（イシカワ）
- 名探偵コナン 業火の向日葵（チャーリー）

2018年
- さよならの朝に約束の花をかざろう（ダレル）

2019年
- 映画 スター☆トゥインクルプリキュア 星のうたに想いをこめて（バーン）

### OVA
- 銀河英雄伝説（1994年、アルフレット・グリルパルツァー〈2代目〉）
- NARUTO -ナルト- 滝隠れの死闘 オレが英雄だってばよ!（2004年、キリサメ）
- 鬼公子炎魔（2006年、吉永）
- FREEDOM（2006年、官吏）
- COBRA THE ANIMATION ザ・サイコガン編（2008年、クリフ・ボールド伯爵〈ジプシードッグ〉）
- UQ HOLDER! 〜魔法先生ネギま!2〜（2017年、宍戸甚兵衛） - コミック第14巻OAD付き限定版

### Webアニメ
- 機動戦士ガンダム サンダーボルト（2015年、グラハム[48]）
- ベイウォーリアーズ サイボーグ（2015年、オーリン）
- 無限の住人-IMMORTAL-（2019年、閑馬永空[49]）

### ゲーム
1999年
- シェンムー（ラリー）

2001年
- ファイナルファンタジーX（リン）

2002年
- 鬼武者2（雑賀孫市）
- ZOIDS VS.シリーズ（ストラ、アルバーン、キッド）

2003年
- ファイナルファンタジーX-2（ベクレム）
- ワイルドアームズ アルターコード:エフ（ザック・ヴァン・ブレイス）

2005年
- ゾイドタクティクス（アルバーン・ニンバス、ストラ・スフィグマ、キッド）
- NARUTO -ナルト- 激闘忍者大戦!4（左近 / 右近）
- NARUTO -ナルト- ナルティメットヒーロー3（左近 / 右近）
- 義経英雄伝（源頼朝）

2006年
- エイジ オブ エンパイアIII（ジョン・ブラック）
- ファンタシースターユニバース（フルエン・カーツ）
- 龍が如く2（柏木修）

2007年
- ファンタシースターユニバース イルミナスの野望（フルエン・カーツ）
- RISE FROM LAIR（ジェヴォン）

2008年
- ファンタシースターポータブル（フルエン・カーツ）

2009年
- ファンタシースターポータブル2（フルエン・カーツ）
- 龍が如く3（柏木修）

2010年
- ALAN WAKE（アラン・ウェイク）
- HEAVY RAIN 心の軋むとき（ナサニエル・ウィリアムス）

2011年
- スライ・クーパー コレクション（ラジャン）
- Dead Island（ローガン・カーター）
- ファンタシースターポータブル2 インフィニティ（フルエン・カーツ）

2012年
- タイムトラベラーズ（蔵元源）
- NARUTO -ナルト- 疾風伝 ナルティメットストームジェネレーション（左近 / 右近）
- リズム怪盗R 皇帝ナポレオンの遺産（ボードワン）

2013年
- 逆転裁判5（夕神迅）
- Dead Island: Riptide（ローガン・カーター）

2014年
- アサシン クリード ユニティ（フランソワ・デ・ラ・セール）
- 第3次スーパーロボット大戦Z 時獄篇（ガドライト・メオンサム）
- NARUTO -ナルト- 疾風伝 ナルティメットストームレボリューション（左近 / 右近）
- 龍が如く 維新!（井上源三郎）

2015年
- グランブルーファンタジー（2015年 - 2022年、フェルドラク）
- 第3次スーパーロボット大戦Z 天獄篇（ガドライト・メオンサム）
- ファークライ4（サバル）
- 龍が如く0 誓いの場所（柏木修）
- コール オブ デューティ ブラックオプス3（ネロ・ブラックストーン）

2016年
- ウォッチドッグス2（ミランダ・コメイ）
- 逆転裁判6（夕神迅）
- デッドライジング4（フランク・ウェスト）
- 龍が如く 極（柏木修）
- League of Legends（グラガス、スカーナー、ラムス）

2017年
- 龍が如く 極2（柏木修）
- クラッシュ・バンディクー ブッとび3段もり!（エヌ・ジン）
- フォーオナー（剣聖〈男〉）

2018年
- ネギマテ UQ HOLDER! 〜魔法先生ネギま!2〜（宍戸甚兵衛）
- 北斗が如く（トキ）
- デトロイト ビカム ヒューマン（イライジャ・カムスキー）
- ゼノブレイド2（バーン）
- ゼノブレイド2 黄金の国イーラ（ゴウト）
- ワイルドアームズ ミリオンメモリーズ（ザック・ヴァン・ブレイス）
- 龍が如く ONLINE（柏木修）
- ゴッドイーター3（ゴウ・バラン）

2019年
- キングダム ハーツIII（ハム）
- デビルメイクライ5（魔王ユリゼン）
- オーバーウォッチ（バティスト）

2020年
- 龍が如く7 光と闇の行方（マスター）
- CARAVAN STORIES（ドレッド）
- クラッシュ・バンディクー4 とんでもマルチバース（エヌ・ジン）
- ピオフィオーレの晩鐘 -Episodio1926-（ユージーン）
- アサシン クリード ヴァルハラ（アイヴァー）

2022年
- Ghostwire: Tokyo（般若）
- ANONYMOUS;CODE（小津谷天弦〈オズ〉）

2023年
- 龍が如く 維新! 極（井上源三郎）

2024年
- 逆転裁判456 王泥喜セレクション（夕神迅）
- 龍が如く8（マスター）
- ファイナルファンタジーVII リバース（リドラル）

### ドラマCD
- 絶対可憐チルドレン ドラマCD EPS.2nd〜波濤万里!カリブの熱き風〜（ステファノ・パラシオス）
- 逆転裁判5 〜逆転のアニマルサーカス!?〜（夕神迅）
- 逆転裁判456 王泥喜セレクション 「ギンの依頼」（夕神迅）

### 吹き替え

#### 担当俳優
イーサン・ホーク
- アサルト13 要塞警察（ジェイク・ローニック）※ソフト版
- アナーキー（ヤーキモー）
- ヴァレリアン 千の惑星の救世主（ジョリー）
- 終わらない週末（クレイ）
- THE GUILTY/ギルティ（ビル・ミラー）
- ストックホルム・ケース（ラース・ニストロム）
- スリー・ジャスティス 孤高のアウトロー（パット・ギャレット）
- ドローン・オブ・ウォー（トーマス・イーガン少佐）
- ナイブズ・アウト: グラス・オニオン（有能部下）
- ノースマン 導かれし復讐者（オーヴァンディル王）
- バレー・オブ・バイオレンス（ポール）
- ブラック・フォン（グラバー）
- ブルーに生まれついて（チェット・ベイカー）
- ムーンナイト（アーサー・ハロー）
- リグレッション（ブルース・ケナー刑事）
- リミット・オブ・アサシン（トラヴィス）
- レイモンド&レイ（レイ）
- ロード・オブ・ウォー（ジャック・バレンタイン）

ヴァンサン・カッセル
- アンダーウォーター（ルシアン）
- アンダーカバーDJ（ルイス）
- イースタン・プロミス（キリル）
- ザ・チェイサー 追撃者（ウォーカー）

グレゴリー・ペック
- 仔鹿物語（ペニー・バクスター）※PDDVD版
- 白い恐怖（ジョン・バランタイン）※PDDVD版
- パラダイン夫人の恋（アンソニー・キーン）※PDDVD版

ケヴィン・ベーコン
- エコーズ（トム）
- コール（ジョー・ヒッキー）
- ミスティック・リバー（ショーン・ディバイン）

シェマー・ムーア
- クリミナル・マインド FBI行動分析課（デレク・モーガン）
- S.W.A.T.（ダニエル・“ホンドー”・ハレルソン）
- ソニック・ザ・ムービー/ソニック VS ナックルズ（ランダル）
  - ソニック×シャドウ TOKYO MISSION

ジョシュ・ルーカス
- アンフィニッシュ・ライフ（クレイン・カーティス保安官）
- ウォルター少年と、夏の休日（ウォルター〈成人〉）※テレビ東京版
- ポセイドン（ディラン・ジョーンズ）

ジョン・バーンサル
- アマチュア（ジャクソン・オブライエン）
- 小さな修理屋（テレンス・スワイノ）
- ドリームプラン（リック・メイシー）

スティーヴン・ドーフ
- アメリカン・ヒーロー（メルヴィン・ヘスパー）
- サイレンサー（クレイトン）
- ポイント45（ラリー）

ソル・ギョング
- 1987、ある闘いの真実（キム・ジョンナム）
- 監視者たち（ファン班長）
- キングメーカー 大統領を作った男（キム・ウンボム）
- 喧嘩 -ヴィーナス VS 僕-（キム・サンミン）
- 西部戦線1953（ナムボク）
- 名もなき野良犬の輪舞（ジェホ）

ニール・パトリック・ハリス
- 荒野はつらいよ 〜アリゾナより愛をこめて〜（フォイ）
- スターシップ・トゥルーパーズ（カール・ジェンキンス）※フジテレビ版
- スマーフ（パトリック・ウィンスロー）
  - スマーフ2 アイドル救出大作戦!

ニック・チョン
- インビジブル・スパイ（チェン）
- 激戦 ハート・オブ・ファイト（ファイ）
- ビースト・ストーカー/証人（ホン）
- ヘリオス 赤い諜報戦（リー隊長）
- 密告・者（ドン・リー）
- レクイエム 最後の銃弾（ワイ）

パトリック・ウィルソン
- インシディアス（ジョシュ・ランバート）
  - インシディアス 第2章
  - インシディアス 赤い扉

- ウォッチメン（ダニエル・ドライバーグ / ナイトオウルII世）
- GIRLS/ガールズ シーズン2 #5（ジョシュア）
- クレイジー・ドライブ（ストレッチ）
- 恋とニュースのつくり方（アダム・ベネット）
- 死霊館シリーズ（エド・ウォーレン）
  - 死霊館
  - アナベル 死霊館の人形
  - 死霊館 エンフィールド事件
  - アナベル 死霊博物館
  - 死霊館 悪魔のせいなら、無罪。
  - 死霊館のシスター 呪いの秘密

- プロメテウス（ショウの父親）
- ホーム・スイート・ヘル/キレたわたしの完全犯罪（ドン・シャンパン）
- ミッドウェイ（エドウィン・レイトン少佐）
- ムーンフォール（ブライアン）
- ヤング≒アダルト（バディ・スレイド）

ベニチオ・デル・トロ
- スター・ウォーズ/最後のジェダイ（DJ）
- スナッチ（フランキー・“フォー・フィンガー”）※デラックス・エディション版
- フレンチ・ディスパッチ ザ・リバティ、カンザス・イヴニング・サン別冊（モーゼス・ローゼンターラー）

ベン・アフレック
- AIR/エア（フィル・ナイト）
- 消されたヘッドライン（スティーヴン・コリンズ）
- 恋のクリスマス大作戦（ドルー・レイサム）
- ジーリ（ラリー・ジーリ）
- そんな彼なら捨てちゃえば?（ニール・ジョーンズ）
- チェンジング・レーン（ギャビン・バネク）
- デアデビル（マット・マードック / デアデビル）※機内上映版
- ペイチェック 消された記憶（マイケル・ジェニングス）※ソフト版
- ランナーランナー（アイヴァン・ブロック）※20世紀フォックス版

ヘンリー・イアン・キュージック
- HAWAII FIVE-0 シーズン4 #1（テロリスト）
- M10.0 ロサンゼルス大地震（ジャック）
- ラッシュアワー #1（トーマス）
- LOST（デズモンド・デイビッド・ヒューム）

マーク・ウォールバーグ
- 極悪の流儀（ノーマン・ダヴェンポート）
- ザ・ユニオン（マイク・マッケンナ）
- ジョー・ベル 〜心の旅〜（ジョー・ベル）
- ディパーテッド（ディグナム巡査部長）
- テッド（ジョン・ベネット）
  - テッド2

- ハード・ラッシュ（クリス・ファラデイ）
- パトリオット・デイ（トミー・サンダース）
- ファーザー・スチュー/闘い続けた男（スチュアート・ロング）
- ブロークンシティ（ビリー・タガート）
- マイル22（ジェームズ・シルバ）
- ミー・タイム（ハック）
- ラブリーボーン（ジャック・サーモン）
- ローン・サバイバー（マーカス・ラトレル一等兵曹）

マイケル・シャノン
- 8 Mile（グレッグ・ビュール）
- シェイプ・オブ・ウォーター（リチャード・ストリックランド）
- マッド・ガンズ（アーネスト・ホルム）

モリス・チェストナット
- 恋のトリセツ 別れ編（エヴァン・フィールズ）
- ザ・コール 緊急通報指令室（ポール・フィリップス巡査）
- 奪還 DAKKAN -アルカトラズ-（ワン / ドナルド・ロバート・ジョンソン）

レイ・スティーヴンソン
- G.I.ジョー バック2リベンジ（ファイヤーフライ）
- マーベル・シネマティック・ユニバース（ヴォルスタッグ）
  - マイティ・ソー
  - マイティ・ソー/ダーク・ワールド
  - マイティ・ソー バトルロイヤル

ロドリゴ・サントロ
- 300 〈スリーハンドレッド〉（クセルクセス）
  - 300 〈スリーハンドレッド〉 〜帝国の進撃〜

- ベン・ハー（イエス）
- ラストスタンド（フランク・マルチネス）

#### 映画（吹き替え）
- アーサーとミニモイの不思議な国（アルマン / アーサーの父親〈ダグ・ランド〉）
- アーサーと魔王マルタザールの逆襲（アルマン / アーサーの父親〈ロバート・スタントン〉）
- アーマード 武装地帯（マイク・コクレイン〈マット・ディロン〉）
- アイ・アム・ナンバー4（モガドリアン司令官〈ケヴィン・デュランド〉）
- アイアン・カウボーイズ ミーツ・ゴーストライダー（アーチー / バッド・トリップ〈ドミニク・グールド〉）
- 赤ずきん（セザール〈ビリー・バーク〉）
- アトミック・トレイン（マック〈イーサイ・モラレス〉）※ソフト版
- アドレナリンEX（ヴィンセント・ノース）
- アビエイター（グレン・オデカーク〈マット・ロス〉）
- アマチュア（ザ・ベア[92]）
- アリス・イン・ワンダーランド（ローウェル）※フジテレビ版
- アルティメット2 マッスル・ネバー・ダイ（ローラン）
- アンダーワールド ブラッド・ウォーズ（マリウス〈トビアス・メンジーズ〉）
- アンナと王様（チャファ殿下）※機内上映版
- イギリスから来た男（ステイシー〈ニッキー・カット〉）
- 活きる（アルシー）
- 頭文字D THE MOVIE（須藤京一〈ジョーダン・チャン〉）
- イルマーレ（モーガン・プライス〈ディラン・ウォルシュ〉）
- インヴィンシブル 栄光へのタッチダウン（ピート〈マイケル・ケリー〉）
- イン・ザ・ベッドルーム（リチャード〈ウィリアム・メイポーザー〉）
- インセプション（イームス〈トム・ハーディ〉）※劇場公開版
- イントゥ・ザ・ストーム（ピート〈マット・ウォルシュ〉）
- インモラルネクター（フロリアン）
- ウィンター・ソング（ニエ・ウェン〈ジャッキー・チュン〉）
- VETERAN ヴェテラン リベンジ（バートン〈ニック・モラン〉）
- ウォーターワールド（漂流者）※テレビ東京版
- ウォーリアー（ブレンダン・コンロン〈ジョエル・エドガートン〉）
- ウォンテッド（修理屋〈マーク・ウォーレン〉）※劇場公開版
- 美しい人（ヘンリー〈エイダン・クイン〉）
- 裏街の聖者（ラウ・マン〈トニー・レオン〉）
- 噂のモーガン夫妻（ラスキー〈セス・ギリアム〉）
- エージェント・ゾーハン（ファントム〈ジョン・タトゥーロ〉）
- エア・フォースII（アームストロング）※ソフト版
- エアポート'08（イーサン・ハート）
- 栄光のランナー/1936ベルリン（ラリー・スナイダー〈ジェイソン・サダイキス〉）
- エイリアン2 完全版（マーク・ドレイク〈マーク・ロルストン〉）
- AVP2 エイリアンズVS.プレデター（ダラス・ハワード〈スティーヴン・パスクァール〉）
- EVA〈エヴァ〉（ダヴィッド・ガレル）
- エグゼクティブ・プロテクション（スヴェン・パーソン）
- エターナル・サンシャイン（フランク）
- エネミー・オブ・アメリカ（ジョーンズ〈スコット・カーン〉）※フジテレビ版
- エネミー・ライン（グレン・ロッドウェイ大尉〈チャールズ・マリック・ホイットフィールド〉）※ソフト版
- FCヴィーナス（ピート）
- L.A.スクワッド（コネホ〈ホセ・マーティン〉）
- エレクション（トンクン〈ラム・カートン〉）
- エレジー（ケニー・ケペシュ医師〈ピーター・サースガード〉）
- 狼たちの鎮魂歌（アントニーノ・"トニー"・ベンダンド〈ヴィンセント・ギャロ〉）
- オッペンハイマー（ハーコン・シュヴァリエ〈ジェファーソン・ホール〉[93]）
- 踊るマハラジャ★NYへ行く（ラスティ・マクギー〈ダッシュ・ミホク〉）
- オペレーション:レッド・シー（ヤン・ルイ、ホー領事）
- 俺たちヒップホップ・ゴルファー（ドレッド、タンク〈テリー・クルーズ〉）
- オンリー・ザ・ブレイブ（エリック・マーシュ〈ジョシュ・ブローリン〉）
- ガーゴイル・トゥルーパーズ（ポーター大尉〈ブラッド・バイアー〉）
- ガーフィールド（ウェンデル）
- ガール・ネクスト・ドア（ケリー〈ティモシー・オリファント〉）
- カオス（ローレンツ〈ウェズリー・スナイプス〉）
- 風と共に散る（カイル・ハドリー〈ロバート・スタック〉）※ソフト版
- かちこみ!ドラゴン・タイガー・ゲート（ファン）
- 神は銃弾（ボブ・ハイタワー〈ニコライ・コスター＝ワルドー〉[94]）
- 華麗なるギャツビー（ジョージ・ウィルソン〈スコット・ウィルソン〉）※ソフト版
- 観相師 -かんそうし-（首陽大君〈イ・ジョンジェ〉）
- キープ・クール（チャオ・シャオシュワイ〈チアン・ウェン〉）
- 紀元前1万年（カレン）※劇場公開版
- 君とボクの虹色の世界（リチャード・スワージー〈ジョン・ホークス〉）
- ギャングスター・ナンバー1（若かりしギャングスター〈ポール・ベタニー〉）
- キューティ・ブロンド（アーロン・ミッチェル、サルヴァトーレ）※ソフト版
- 極限境界線-救出までの18日間-（チョン・ジェホ〈ファン・ジョンミン〉[95]）
- キラーウルフ/白髪魔女伝（タク・イッコウ〈レスリー・チャン〉）
- ギリーは首ったけ（ギルバート・“ギリー”・ノーブル〈クリス・クライン〉）
- キング・アーサー（グースファット・ビル〈エイダン・ギレン〉）
- キングダム・オブ・ヘブン（オド）
- クィーン（トニー・ブレア〈マイケル・シーン〉）
- クラーケン（ダン・リーランド〈ジェームズ・ヴァン・ダー・ビーク〉）
- クライム & ダイヤモンド（トレバー・フィンチ〈クリスチャン・スレーター〉）
- クラッシュ（アンソニー〈クリス・“リュダクリス”・ブリッジス〉）
- グラン・トリノ（デューク〈コリー・ハードリクト〉）
- クローバーフィールド/HAKAISHA（ハッド〈T・J・ミラー〉）
- グローリー・デイズ/旅立ちの日（スロッシュ）
- K-19（パベル・ロクテフ〈クリスチャン・カマルゴ〉）※テレビ東京版
- ゲーム・チェンジ 大統領選を駆け抜けた女（トッド・ペイリン、バラク・オバマ）
- ゲットバック -人質奪還-（トーマス・マッケンジー〈スコット・アドキンス〉）
- コースト・ガード（キム上兵）
- ゴーストシップ（フェリマン〈デズモンド・ハリントン〉）
- ゴースト・ブラザー/天国から来たヒーロー（ジミー・スタッブス）
- コードネーム: プリンス（ポール〈ジェイソン・パトリック〉）
- 恋する40DAYS（クリス）
- 哭声/コクソン（イルグァン〈ファン・ジョンミン〉）
- ココ・アヴァン・シャネル（ボーイ・カペル〈アレッサンドロ・ニヴォラ〉）
- コラテラル・ダメージ（ウルフ〈クリフ・カーティス〉）※フジテレビ版
- サイレントヒル: リベレーション3D（サンティーニ）
- サイン・オブ・ゴッド（ステファン）
- ザ・インタープリター（フィリップ・ブレ〈イヴァン・アタル〉）
- THE JUON/呪怨（ダグ・マッカーシー〈ジェイソン・ベア〉）
- ザスーラ（宇宙飛行士〈ダックス・シェパード〉）※劇場公開版
- サスペリア・テルザ 最後の魔女（エンゾ・マルキ刑事）
- ザ・フーリガン（ボブ〈ウォーレン・クラーク〉）
- ザ・フォッグ（ダン）
- サマーリーグ（ライアン・ダン〈フレディ・プリンゼ・ジュニア〉）
- 猿の惑星: 新世紀（カーヴァー〈カーク・アセヴェド〉）
- サンダーバード6号（ホワイト・ゴースト〈偽フォスター船長〉）※NHK版
- 幸せになるための27のドレス（ジョージ〈エドワード・バーンズ〉）
- 幸せのポートレート（エヴェレット・ストーン〈ダーモット・マローニー〉）
- 幸せをつかむ歌（グレッグ〈リック・スプリングフィールド〉）
- ジェーン（ダン・フロスト〈ジョエル・エドガートン〉）
- ジェイ&サイレント・ボブ 帝国への逆襲（ジェイ〈ジェイソン・ミューズ〉）※ソフト版
  - ジェイ&サイレント・ボブ リブートを阻止せよ!
- ジェシー・ジェームズの暗殺（ジェシー・ジェームズ〈ブラッド・ピット〉）
- ジェネックス・コップ2（イアン・カーティス〈ポール・ラッド〉）
- ジゴロ・イン・ニューヨーク（フィオラヴァンテ〈ジョン・タトゥーロ〉）
- シティ・オブ・メン（マドゥルガド）
- シャーク・ナイト（デニス〈クリス・カーマック〉）
- シャーロック・ホームズ（カワード卿〈ハンス・マシソン〉）※劇場公開版
- ジャスティス（ジョー・クラーリ少佐）
- ジャックと天空の巨人（クロウ〈エディ・マーサン〉[96]）
- ジャック・メスリーヌ フランスで社会の敵No.1と呼ばれた男 Part2 ルージュ編（フランソワ・ベス〈マチュー・アマルリック〉）
- シャレード（イル・サン・リー〈パク・チュンフン〉）
- 10億分の1の男（トマス・サンス〈レオナルド・スバラグリア〉）
- ジョン・カーター（サブ・サン〈ドミニク・ウェスト〉）
- 新約聖書/ヨハネの福音書（ヨハネ）
- ズートスーツ（ヘンリー・レイナ）
- 推理作家ポー 最期の5日間（アイヴァン〈サム・ヘイゼルダイン〉）
- SWEET SIXTEEN（スタン）
- スウィート17モンスター（ミスター・ブルーナー〈ウディ・ハレルソン〉）
- スカイキャプテン ワールド・オブ・トゥモロー（ジョー・サリヴァン〈ジュード・ロウ〉）
- ストーカー（ウィル・ヨーキン〈マイケル・ヴァルタン〉）
- ストリート・オブ・ファイヤー（レイヴン〈ウィレム・デフォー〉）※VOD版
- スノーホワイト（フィン〈サム・スプルーエル〉[97]）
- スピーシーズ 種の起源（ジョン・ケアリー）※ソフト版
- スペース カウボーイ（イーサン・グランス〈ローレン・ディーン〉）※ソフト版
- スラップ・ショット（ジム）※ソフト版
- S.W.A.T.（アレックス・モンテル〈オリヴィエ・マルティネス〉）※ソフト版
- 聖闘士星矢 The Beginning（マイロック〈マーク・ダカスコス〉[98]）
- 世界侵略: ロサンゼルス決戦（ジェイソン・ロケット伍長〈コリー・ハードリクト〉）
- セクレタリー（ピーター〈ジェレミー・デイヴィス〉）
- セブン・サイコパス（ビリー・ビッケル〈サム・ロックウェル〉）
- 戦場のレクイエム（グー・ズーティ〈チャン・ハンユー〉）
- ソウルガールズ（デイヴ〈クリス・オダウド〉）
- その男ヴァン・ダム（クリスチャン・ブルージュ警視）
- ソルジャーズ・オブ・フューリー（パヴェル〈ヴァチェスラフ・クリコノフ〉）
- ダーウィン・アワード（ハーヴィ・ウェトストーン〈デヴィッド・アークエット〉、ファーリー〈ルーカス・ハース〉）
- ダークマン（リック〈テッド・ライミ〉）※テレビ朝日版
- ダーティ・コップ（アルマンド・サンチョ〈クリフトン・コリンズ・Jr〉）
- ターミネーター2（T-1000〈ロバート・パトリック〉）※ソフト版2
- タイガーランド（ジョンソン二等兵）
- 第三の男（ホリー・マーチンス〈ジョゼフ・コットン〉）※PDDVD版
- タイムライン（フランソワ・ドンテル〈ロッシフ・サザーランド〉）
- タイムリミット（クリス・ハリソン〈ディーン・ケイン〉）※ソフト版
- 太陽がいっぱい（オブライエン〈フランク・ラティモア〉）※スター・チャンネル版
- 007/サンダーボール作戦（フェリックス・ライター〈リック・ヴァン・ヌッター〉）※ソフト版
- 父親たちの星条旗（リンドバーグ）
- チャーリーズ・エンジェル（ジェイソン〈マット・ルブランク〉）※テレビ朝日版
- チャーリーズ・エンジェル フルスロットル（ジェイソン〈マット・ルブランク〉）※テレビ朝日版
- チャーリーとチョコレート工場（バケット氏〈ノア・テイラー〉）※劇場公開版
- チャンピオン 明日へのタイトルマッチ（セバスチャン・ゴア＝ブラウン）
- テキサス・チェーンソー（ケンパー〈エリック・バルフォー〉）
- デッド・インパクト 処刑捜査（トム〈ショーン・パトリック・フラナリー〉）
- デッドマン・ダウン（アルフォンス・フォイト〈テレンス・ハワード〉）
- デッドロックII（ジョージ・チェンバース〈マイケル・ジェイ・ホワイト〉）
- テネイシャスD 運命のピックをさがせ!（サタン〈デイヴ・グロール〉、オープンマイクのホスト）
- デビルズ・バックボーン（ハシント〈エドゥアルド・ノリエガ〉）
- デュース・ビガロウの旅ジゴロ（T・J・ヒックス〈エディ・グリフィン〉）
- 天使と悪魔（ミスター・グレイ / ハサシン〈ニコライ・リー・カース〉）
- トゥームレイダー2（ジミー・ペトラキ）※ソフト版
- トゥモローランド（エディ・ニュートン〈ティム・マグロウ〉[99]）
- トゥルー・クライム（ウォーレン・ラッセル）※日本テレビ版
- ドクトル・ジバゴ（パーシャ・アンティポフ〈トム・コートネイ〉）※ソフト版
- ドグマ（ジェイ〈ジェイソン・ミューズ〉）
- トライアングル 殺人ループ地獄（グレッグ〈マイケル・ドーマン〉）
- トラブル・マリッジ カレと私とデュプリーの場合（カール・パターソン〈マット・ディロン〉）
- トランザム7000VS激突パトカー軍団（フットボール選手、ガソリンスタンド店員）※ソフト版
- トランスフォーマー/ダークサイド・ムーン（ロードバスター）
- ドリームガールズ（カーティス・テイラーJr〈ジェイミー・フォックス〉）
- トレマーズ3（フランク・スタトラー捜査官）
- トロイ（アキレウス〈ブラッド・ピット〉）※劇場公開版
- トロン: レガシー（ジャーヴィス〈ジェームズ・フレイン〉）
- ナイト&デイ（アントニオ・キンターナ〈ジョルディ・モリャ〉）※テレビ朝日版
- 9デイズ（ジェイク・ヘイズ / ケヴィン・ポープ〈クリス・ロック〉）※テレビ朝日版
- ナルニア国物語/第2章: カスピアン王子の角笛（グロゼール将軍〈ピエルフランチェスコ・ファヴィーノ〉）
- ニューイヤーズ・イブ（ジェンセン〈ジョン・ボン・ジョヴィ〉）
- ニューヨーク セレナーデ（ボビー・ビショップ〈ヴィンセント・ギャロ〉）
- ノア 約束の舟（若き日のトバル・カイン〈フィン・ウィットロック〉）
- ハーヴェイ（ライマン・サンダーソン医師）※BD版
- パージシリーズ（レオ〈フランク・グリロ〉）
  - パージ:アナーキー
  - パージ:大統領令
- ハード・ソルジャー 炎の奪還（アンドリュー・フェイデン〈ジョー・フラニガン〉）
- バーバーショップ3 リニューアル!（ラシャド〈コモン〉）
- パーフェクト・ゲッタウェイ（ニック〈ティモシー・オリファント〉）
- バイオハザード（チャド・カプラン〈マーティン・クルーズ〉）※ソフト版
- ハイ・クライムズ（トム・キュービック/ロン・チャップマン〈ジム・カヴィーゼル〉）※テレビ朝日版
- ハイスクール・ミュージカル2（ピーター）
- ハクソー・リッジ（ハウエル軍曹〈ヴィンス・ヴォーン〉）
- 白髪魔女伝2（タク・イッコウ〈レスリー・チャン〉）
- バックドラフト ※テレビ朝日版
- バッド・エデュケーション（エンリケ〈フェレ・マルティネス〉）
- バトルフロント（ゲイター・ボーダイン〈ジェームズ・フランコ〉）
- パニック・マーケット3D（ドイル〈ジュリアン・マクマホン〉）
- パニック・ルーム（キーニー〈ポール・シュルツ〉）※テレビ朝日版
- ハリーの災難（カルヴィン・ウィッグス〈ロイヤル・ダノ〉）※BD版
- ハンニバル・ライジング（コルナス〈ケヴィン・マクキッド〉）
- Be Cool/ビー・クール（ラジ〈ヴィンス・ヴォーン〉）
- ヴィクトリア女王 世紀の愛（メルバーン卿〈ポール・ベタニー〉[100]）
- ビロウ（クアーズ〈スコット・フォーリー〉）※テレビ東京版
- ファイヤークラッシュ/灼熱のカタストロフ（レジー・マーティン）
- フィフス・エステート/世界から狙われた男（ジュリアン・アサンジ〈ベネディクト・カンバーバッチ〉）
- 夫婦の楽園?! エデンへようこそ（デイブ〈ヴィンス・ヴォーン〉）※VOD版
- フォーガットン（親切な男〈ライナス・ローチ〉）
- PUSH 光と闇の能力者（ニックの父〈ジョエル・グレッチ〉、ピンキー・ステイン〈ネイト・ムーニー〉）
- ブラックハット（チェン・ダーワイ〈ワン・リーホン〉）
- ブラッド・シティ/L.A.ヴァンパイア（ハンク・ホルテン〈ケヴィン・ディロン〉）
- プラトーン（ジュニア）※テレビ東京版
- プリースト（セールスマン〈ブラッド・ドゥーリフ〉）
- プレシディオ殺人事件（ジェームズ・チャンドラー准尉〈ルー・ダイアモンド・フィリップス〉）
- プロヴァンスの贈りもの（エイミス）※機内上映版
- ブロンドと柩の謎（トム・インス〈ケイリー・エルウィス〉）
- ペーパーボーイ 真夏の引力（ウォード・ジェンセン〈マシュー・マコノヒー〉）
- ボーグマン（リチャード〈イェロン・ペルセヴァル〉）
- ホーリー・スモーク（ロビー・バロン）
- ぼくは怖くない（ピーノ・アミトラーノ〈ディーノ・アブレーシャ〉）
- ホテル・バディーズ ワンちゃん救出大作戦（カール〈ケヴィン・ディロン〉）
- ボヘミアン・ラプソディ（レイ・フォスター〈マイク・マイヤーズ〉）
- ポルターガイスト（エリック・ボーウェン〈サム・ロックウェル〉）
- ホワイトハウス・ダウン（キリック〈ケヴィン・ランキン〉[101]）
- ホワイト・ファング（ビューティ・スミス〈ジェームズ・レマー〉）※NHK版
- ホワイト・ボーイ・リック（リチャード・ウェルシュ〈マシュー・マコノヒー〉）
- ボン・ヴォヤージュ 運命の36時間（ラウル〈イヴァン・アタル〉）
- マイネーム・イズ・ハーン（リズワン・ハーン〈シャー・ルク・カーン〉）
- マイ・ビッグ・ファット・ウェディング（イアン・ミラー〈ジョン・コーベット〉）
- マイ・ビッグ・ファット・ドリーム（プロコピ）
- マイ・ファーザー 死の天使（ロベルト・ディートリッヒ）
- マイ・ボディガード（サムエル・ラモス〈マーク・アンソニー〉）※ソフト版、（ダニエル・ロサ・サンチェス）※機内上映版
- マザー・テレサ（アーサー・クライン）
- マダム・ウェブ（ラス・アラニャスの男〈ホセ・マリア・ヤスピク〉[102]）
- マックス2:ホワイトハウス・ヒーロー（ウラジミール・ブラゴフ大統領）
- マルティナは海（ウリセス〈ジョルディ・モリャ〉）
- マルホランド・ドライブ（ジョー〈マーク・ペルグリノ〉）
- ミケランジェロ・プロジェクト（ジェームズ・グレンジャー〈マット・デイモン〉
- M:I-2（ウーリッチ〈ドミニク・パーセル〉）※テレビ朝日版
- ミッションブルー（ジュニア〈アントニー・カメルリング〉）
- ミュータント・タートルズシリーズ（ヴァーン・フェンウィック〈ウィル・アーネット〉）
  - ミュータント・タートルズ
  - ミュータント・ニンジャ・タートルズ：影＜シャドウズ＞
- ミラグロ/奇跡の地（ホセ・モンドラゴン）
- ミルク（ダン・ホワイト〈ジョシュ・ブローリン〉）
- ムーラン（ボーリー・カーン〈ジェイソン・スコット・リー〉[103]）
- MAY -メイ-（アダム〈ジェレミー・シスト〉）
- メルキアデス・エストラーダの3度の埋葬（マイク・ノートン〈バリー・ペッパー〉）
- ユーロトリップ（グンター、スイス人の護衛兵）
- 夢見る頃を過ぎても（ダーク・シンプソン〈ルパート・エヴェレット〉）
- 許されざる者 ※テレビ朝日版
- 夜になるまえに（ラサロ・コメス・カリレス〈オリヴィエ・マルティネス〉）
- ライフ・イズ・ミラクル（ルカ〈スラブコ・スティマチ〉）
- ラスト・キャッスル（イエーツ〈マーク・ラファロ〉）
- ラストタイム 欲望が果てるとき（ロジャース）
- ラッシュ/プライドと友情（アラステア・コールドウェル〈スティーヴン・マンガン〉）
- ランド・オブ・ザ・デッド（ライリー〈サイモン・ベイカー〉）
- ルックアウト/見張り（ゲイリー・スパーゴ〈マシュー・グッド〉）
- レジェンド・オブ・メキシコ/デスペラード（マルケス将軍）
- REC:レック/ザ・クアランティン2 ターミナルの悲劇（ヘンリー）
- レッド・サン（メイス）※テレビ東京版
- ロード・オブ・クエスト ドラゴンとユニコーンの剣（リーザー〈ジャスティン・セロー〉）
- 蝋人形の館（ウェイド〈ジャレッド・パダレッキ〉）
- ロストボーイ:ニューブラッド（ジョン）
- ロビン・フッド（ガイ・ギズボーン〈マイケル・ウィンコット〉）※テレビ東京版
- ワイルド・スピード MAX（フェニックス〈ラズ・アロンソ〉）※ソフト版
- ワンス・アポン・ア・タイム・イン・アメリカ（マックス〈ジェームズ・ウッズ〉）※DVD・BD版
- 1.0 ワン・ポイント・オー（サイモン〈ジェレミー・シスト〉）
- わんわん物語（トランプ）

#### ドラマ
- アウトキャスト
- アガサ・クリスティー ミス・マープル フォードの謎（チャールズ・バーナビー〈ジェームズ・マレー〉）
- ATHENA -アテナ-（ソン・ヒョク〈チャ・スンウォン〉）
- アンフォゲッタブル2 完全記憶捜査 #7（アレックス〈ピーター・スカナヴィーノ〉）
- ER緊急救命室
  - シーズン7 #17（ケニー・グラント〈デレク・ウェブスター〉）
  - シーズン8 #12（ダイモン〈ジャロッド・クロフォード〉）
  - シーズン9 #4（パーキンス）
  - シーズン10 #2（チェイス）、#15（ルイジ）
  - シーズン11 #1（ジェフリー・マコーリー〈トーマス・ヴィンセント・ケリー〉）
  - シーズン12 #7（ビンセント・ジャンセン〈C・トーマス・ハウエル〉）
  - シーズン14 #12（エディ〈ガブリエル・サルバドール〉）
- イ・サン（思悼世子〈サドセジャ〉＝荘献世子〈チャンホンセジャ〉〈イ・チャンフン〉）
- IT（エディー・カスプブラク〈デニス・クリストファー〉）※NHK版
- ヴァンパイア・ダイアリーズ（アラリック・サルツマン〈マシュー・デイビス〉）
- ウォーキング・デッド（総督〈ガバナー〉〈デヴィッド・モリッシー〉）
- 美しき日々（メン・ホテ〈ソン・ドンイル〉）
- NCIS: ニューオーリンズ
  - シーズン1 #20（マーロン・ハート〈ヨハンス・マイルズ〉）
  - シーズン3 #5（ジェンキンズ）
- FBI: 特別捜査班
- オールイン 運命の愛（パク・テジュン〈チェ・ジュニョン〉）
- 王女ピョンガン 月が浮かぶ川（ウォルグァン〈チョ・テグァン〉[104]）
- オビ＝ワン・ケノービ（大尋問官〈ルパート・フレンド〉）
- カリフォルニケーション（エディ・ネロ〈ロブ・ロウ〉）
- 騎馬警官 パイロット版（イヌイットのハンター）
- 気分はぐるぐる（フランクル先生）
- キャッスル 〜ミステリー作家は事件がお好き
  - シーズン3 #6（マーカス・ゲイツ〈リー・ターゲセン〉）
  - シーズン5 #16（ジャック・アンリ〈クリストファー・ハイアーダール〉）
- 救命医ハンク セレブ診療ファイル（ハンク・ローソン〈マーク・フォイアスタイン〉）
- ギルモア・ガールズ（ルーク・デーンズ〈スコット・パターソン〉）
- クォーリーと呼ばれた男（アーサー〈ジェイミー・ヘクター〉）
- グッド・ワイフ（ライアン）
- グリーンローズ（シン・ヒョンテ〈イ・ジョンヒョク〉）
- GRIMM/グリム シーズン4 #14（ハンター〈リチャード・ブレイク〉）
- クワンティコ/FBIアカデミーの真実（リアム・オコナー〈ジョシュ・ホプキンス〉[105]）
- クンフー・マスター 洪熙官（セットク〈ン・ティンイップ〉）
- ゲーム・オブ・スローンズ（ジョラー・モーモント〈イアン・グレン〉）
- 刑事ヴァランダー3 白夜の戦慄（レナート）
- ゴースト 〜天国からのささやき（カーク・ジェンセン〈グレッグ・ジャーマン〉）
- コールドケース7 ザ・ファイナル（若いフランク）
- 孔子（子貢）
- コウラン伝 始皇帝の母（安国君〈ワン・マオレイ〉[106]）
- ゴッドファーザー・オブ・ハーレム（マルコムX）
- サード・ウォッチ（ジミー・ドーティ消防士〈エディ・シブリアン〉）
- ザ・ディープ 深海からの脱出（アルカーディ）
- ザ・ホワイトハウス（マット・スキナー下院議員）
- サマンサ Who?（トッド〈バリー・ワトソン〉）
- サルベーション -地球の終焉-（ハリス・エドワーズ〈イアン・アンソニー・デイル〉）
- 三国志 Three Kingdoms（孫権〈チャン・ボー〉）
- CIA:ザ・エージェンシー（マット・キャラン〈ギル・ベローズ〉）
- CSI:科学捜査班（デヴィッド・ホッジス〈ウォレス・ランガム〉）
  - CSI: ベガス
- CSI:サイバー2 #8（ミゲル・ヴェガ〈ディオゴ・モルガド〉）
- シークレット・ガーデン（イム・ジョンス〈イ・フィリップ〉）
- ジ・アメリカンズ（スタン・ビーマン〈ノア・エメリッヒ〉）
- 主任警部モース カインの娘たち（アシュリー・デイヴィス）
- 死霊伝説 セーラムズ・ロット（ベン・ミアーズ〈ロブ・ロウ〉）
- 新チャーリーズ・エンジェル（ジョシュ・テイラー）
- 新ビバリーヒルズ青春白書（カイ）
- スーパーナチュラル（レンジャーリック）
- SCORPION/スコーピオン
  - シーズン1 #22（消防署チーフ〈マイケル・ワイズマン〉）
  - シーズン3 #14
  - シーズン4 #10（フランク）
- スタートレック:ディスカバリー（ガブリエル・ロルカ〈ジェイソン・アイザックス〉）
- ストレイン 沈黙のエクリプス（エフラム・“エフ”・グッドウェザー博士〈コリー・ストール〉）
- スパルタカス（クリクスス〈マヌー・ベネット〉）
- スパルタカス ゴッド・オブ・アリーナ（クリクスス〈マヌー・ベネット〉）
- 孫子兵法（伍子胥）
- ダークエイジ・ロマン 大聖堂（スティーブン〈トニー・カラン〉）
- ダーティ・セクシー・マネー（ブライアン・ダーリング〈グレン・フィッツジェラルド〉）
- 第一容疑者5 死のゲーム（ヘイミッシュ・エンディコット）
- 太王四神記（ヨン・ホゲ〈ユン・テヨン〉）
- TOUCH/タッチ（ジョーイ・デルーカ）
- チェオクの剣（イ・ウォネ〈クォン・オジュン〉）
- CHUCK/チャック（コール・バーガー）
- デスパレートな妻たち（リック・コレッティ〈ジェイソン・ゲドリック〉）
- テラノバ/Terra Nova
- 天命（チェ・ウォン〈イ・ドンウク〉）
- トーチウッド 人類不滅の日（いとこ〈クリス・バトラー〉）
- ドールハウス Dollhouse シーズン2 #8（クレイ・コーマン）
- 24 -TWENTY FOUR-
  - シーズン6（ハムリ・アル＝アサド〈アレクサンダー・シディグ〉）
  - シーズン7（ラリー・モス〈ジェフリー・ノードリング〉）
- 跳べ!ロックガールズ 〜メダルへの誓い（サシャ・ベロフ）
- ドレスデン・ファイル（ハリー・ドレスデン〈ポール・ブラックソーン〉）
- NUMBERS 天才数学者の事件ファイル（チャーリー・エプス〈デヴィッド・クラムホルツ〉）
- NIKITA / ニキータ（マイケル〈シェーン・ウェスト〉）
- NIP/TUCK マイアミ整形外科医（クリスチャン・トロイ医師〈ジュリアン・マクマホン〉）
- バーン・ノーティス 元スパイの逆襲（ハーラン）
- バイオニック・ウーマン #4（マーク・スティーヴンズ医師〈ブライアン・ハリセイ〉）
- パワーレンジャー SAMURAI（デッカー）
  - パワーレンジャー SUPER SAMURAI（デッカー、スカル〈ジェイソン・ナーヴィー〉）
- 犯罪心理分析官インゲル・ヴィーク（イングヴァール・ニーマン〈ヘンリク・ノーレン〉）
- バンド・オブ・ブラザース（ジョセフ・トイ二等兵〈カーク・アセヴェド〉）
- ハンドメイズ・テイル/侍女の物語（フレッド・ウォーターフォード〈ジョセフ・ファインズ〉[107]）
- PAN AM/パンナム（ロジャー・アンダーソン〈デヴィッド・ハーバー〉）
- HEROES（アイザック・メンデス〈サンティアゴ・カブレラ〉）
- V（ジョージー・サットン〈デヴィッド・リッチモンド＝ペック〉）
- ヒューマン・ターゲット #11（テンプル〈マッケンジー・グレイ〉）
- プライベート・プラクティス 迷えるオトナたち シーズン2（ノア・バーンズ〈ジョシュ・ホプキンス〉）
- プライミーバル（ミック・ハーパー）※NHK版
- THE BLACKLIST/ブラックリスト
  - シーズン2 #5（マドックス・ベック）
  - シーズン4 #15（薬剤師 / エイサ・ハイタワー〈ジェイミー・ハロルド〉）
  - シーズン5 #2（グレイソン・ブレイズ〈オウェイン・イオマン〉）
- フラッシュポイント -特殊機動隊SRU-（ウォルター・ヴォルチェック）
- プリズン・ブレイク（トッド・ウィートリー捜査官〈クリス・ブルーノ〉、ジェイコブ・ネス〈マーク・フォイアスタイン〉）
- フルハウス（ユ・ミニョク〈キム・ソンス〉[108]）
- VEGAS/ベガス（ジャック・ラム〈ジェイソン・オマラ〉）
- BONES
  - シーズン1 #12（テッド・マグルーダー〈ジョン・メセ〉）
  - シーズン4 #19（ランディス・コラー）
  - シーズン7 #12（ケント・ジョッコ）
  - シーズン12 #4（テッド・マッキニー）
- ボディ・オブ・プルーフ 死体の証言 シーズン2 #18, 19、シーズン3 #8, #11, 12（チャーリー・スタフォード〈ルーク・ペリー〉）
- ホワイトカラー シーズン4 #4（ウィルソン・メイラー）
- マードック・ミステリー 〜刑事マードックの捜査ファイル〜（カスダー・ボンカーツ）
- MACGYVER/マクガイバー
  - シーズン1 #9（ヤニス・ラパ〈トビアス・イェリネク〉）
  - シーズン3 #13（ジオ）
- ミディアム5 霊能者アリソン・デュボア（マイケル・スケイハン）
- 名探偵ポワロ 青列車の秘密（デレック〈ジェームズ・ダーシー〉）※NHK版
- 名探偵モンク7（スティーブ・デウイット〈ウォレス・ランガム〉）
- メンタリスト
  - シーズン2 #4（ヴォン・マクブライド〈マーク・ペルグリノ 〉）、#19（ケイル・シルヴァン〈ジョン・アレス〉）
  - シーズン3 #13（ロン・クロスホワイト〈ジョシュ・ランドール〉）
  - シーズン4 #22（ランス・グラッドストーン）
  - シーズン5 #17（ルイス中尉〈マット・マクタイ〉）
  - シーズン6 #16（エドウィン・マッケイ〈チャールズ・メジャー〉）
- ユーリカ シーズン3（イーサン）
- ライ・トゥ・ミー 嘘は真実を語る シーズン2 #7（ケン）
- リゾーリ&アイルズ ヒロインたちの捜査線（コクー神父）
- レボリューション（マイルズ・マシスン〈ビリー・バーク〉）
- ロード・オブ・ザ・リング：力の指輪（アダル〈ジョゼフ・マウル〉）
- ロング・ブライト・リバー（トルーマン〈ニコラス・ピノック〉）
- 浪漫ドクター キム・サブ（キム・サブ〈ハン・ソッキュ〉）
- ワイルドカード〜捜査バディは天才詐欺師!?〜（ジョージ・グレアム〈ジェイソン・プリーストリー〉[109]）
- ワンス・アポン・ア・タイム（シドニー・グラス / 魔法の鏡 / ジーニー〈ジャンカルロ・エスポジート〉）

#### アニメ
- 西遊記 ヒーロー・イズ・バック（孫悟空[110]）
- ザ・バットマン（ラース / ウィル・マロリー）
- ジェネレーター・レックス（ヴァン・クライス）
- スター・ウォーズ/クローン・ウォーズ（テレビシリーズ）（チャム・シンドゥーラ）
- スター・ウォーズ: バッド・バッチ（チャム・シンドゥーラ）
- スター・ウォーズ 反乱者たち（尋問官〈ジェダイ・ハンター〉[111]、チャム・シンドゥーラ）
- トイ・ストーリー4（ハム〈2代目〉[112]）
  - フォーキーのコレって何?
- トランスフォーマー アーススパーク（グリムロック[113]）
- フリージ（老人、ランプの怪人）
- ホワット・イフ...?（ヴォルスタッグ）

#### テレビ番組
- プロジェクト・ランウェイ 第2シーズン（サンティーノ・ライス）

### テレビドラマ
- うたう!大龍宮城 第8話「タイ」（1992年） - ウツボ
- ポケベルが鳴らなくて（1993年）
- 重甲ビーファイター（1995年） - シャドーの声、ブラックビートの声
- 小さな駅で降りる（2000年）
- ウルトラマンコスモス 第46話「奇跡の花」（2002年） - 村人
- ヤンキー母校に帰る（2003年）
- 新選組!（2004年） - 会津藩士
- 浅見光彦〜最終章〜 第3話（2009年）

### テレビ番組
- 大マジカル頭脳パワー!!スペシャル「マジカルミステリー劇場」（1991年）
- Let's天才てれびくん（てげてげ）

### 映画
- ゴジラvsビオランテ（1989年）
- 就職戦線異状なし（1991年）
- 釣りバカ日誌
- みんな〜やってるか!（1995年） - 男子銀行員

### オリジナルビデオ
- ビーロボカブタック クリスマス大決戦!!（1997年） - アースドラゴンの声 / 合体アースドラゴンの声

### 舞台
- 美しきものの伝説
- 風浪
- 三文オペラ
- ピーター・パン

### 玩具
- 重甲ビーファイター ブラックコマンダー&ジャミングマグナム 30th ANNIVERSARY EDITION（2025年12月）

### その他コンテンツ
- BeeTV グラップラー刃牙（愚地克巳）
- つけびの村（2020年、AudioMovie） - 森栄一 役
- ディズニー・オン・アイス（ハム）